# Forssjö Trävaru AB

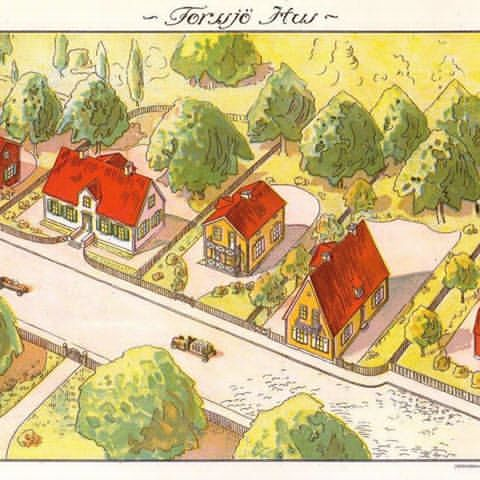
Forssjö Trävaru AB, Katrineholm, Södermanland. Förslag till trädgårdsstadsbebyggande, gatubild från 1920-talet. Skiss visar en nationalromantisk trädgårdsstad med typhus ifrån Forssjö Hus utplacerade i miljöbild.

Forssjö Trävaru AB var en husfabrikant tillverkande monteringsfärdiga småhus i Katrineholm i Södermanland. Företaget Forssjö Trävaru AB startade hustillverkningen 1923.
Innan det standardiserade materialet började användas av självbyggarna genomgick det en testperiod när några av Stockholms stads tjänstemän byggde sina egna hem i Smedslätten. 1924 förankrade John Hedström, politiker och rektor i Stockholm, idén att medborgare med mindre kontanta medel skulle kunna växla in sin arbetskraft mot bostadens kontantinsats. På hösten 1926 accepterades förslaget, men i första hand som ett experiment om 200 bostäder att uppföras i Olovslund och Skarpnäck. Så snart klartecken var gett upprättades Stockholms stads småstugebyrå för att organisera arbetet och ordna med tomträtter och lagfart.
På 1920-talet kom stilidealen att hämta inspiration från den svenska småstaden med dess en eller två våningar höga hus mot en stadsgata och ett marknadstorg. Forssjö Trävaru AB visade ett tidigt exempel på hur den framväxande småhusindustrin följde i Egnahemsrörelsens fotspår. Stilmässigt befinner sig husen i brytningen mellan nationalromantik, nyklassicism och sekelskifteshus.
Även Forssjö Trävaru AB tillverkade hus enligt det patenterade systemet, även kallat "System ibo". Självbyggarföretaget visade sig framgångsrikt. Genom fyra olika föreningars verksamhet tillkom under 1920-talets första år ytterligare ett 90-tal självbyggda egnahem i trädgårdsstäderna.

## Småstugebygge i Stockholms stads regi

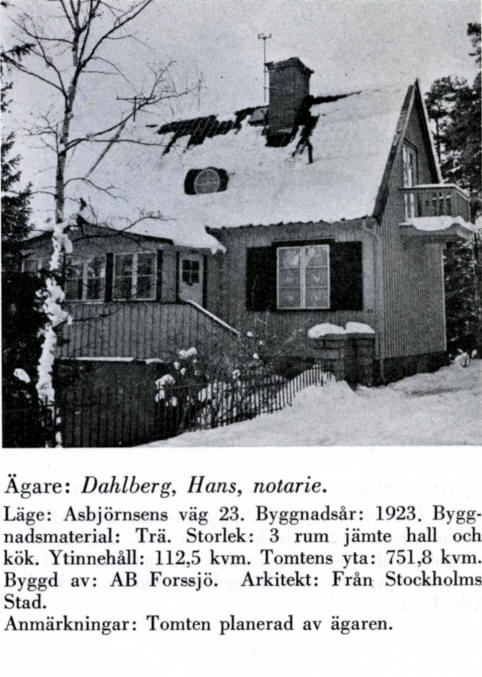
Villan på Asbjörnsens väg 23 i Smedslätten i Bromma är ett IBO-hus, som är byggt av Forssjö Trävaru AB enligt AB Industribostäders Patenterade System. Byggår: 1923. Arkitekt: Från Stockholms stad.

Hösten 1926 avlämnade fastighetskontorets lantegendomsavdelning ett fullständigt förslag till ett första så kallat småstugebygge i Stockholms stads regi. Politikern och rektorn John Hedström i Stockholm överlämnade en motion till fastighetsnämnden för yttrande om förslaget. Helt i överensstämmelse med motionärens, John Hedströms, hemställan skulle detta omfatta sammanlagt 200 stugor.
Självbyggare var ett nytt grepp på 1920-talet. År 1922 sammanslöt sig ett trettiotal av stadens tjänstemän i en särskild förening för att genom eget arbete bygga egnahem åt sig i Smedslätten. För första gången uppfördes nu hus av standardiserade och monteringsfärdigt byggnadsmaterial, så kallade IBO-hus, i trädgårdsstäderna, enligt AB Industribostäders Patenterade System. Prefabricerade bostadshus utarbetades av ingenjörsfirman AB Industribostäder (IBO-hus) i Stockholm och byggdes av Forssjö Trävaru AB, som tillverkade hus enligt det patenterade systemet, "System ibo". Företaget startade hustillverkningen 1923. Självbyggarföretaget visade sig framgångsrikt. Genom fyra olika föreningars verksamhet tillkom under 1920-talets första år ytterligare ett 90-tal självbyggda egnahem i trädgårdsstäderna.

## Prefabricerade bostadshus
Några av de träföretag, som tillverkade hus enligt det patenterade systemet, "System IBO", som var konstruerat av ingenjörsfirman AB Industribostäder i Stockholm, var Forssjö Trävaru AB i Katrineholm och AB Träkol i Vansbro.
En av villorna som Forssjö Trävaru AB byggde i Smedslätten i Bromma var en villa på Asbjörnsens väg 23. Villan byggdes 1923 och huset var byggt enligt det patenterade systemet, "System IBO", som var konstruerat av ingenjörsfirman AB Industribostäder i Stockholm. Byggnadsmaterialet var i trä och storleken var på 3 rum jämte hall och kök, ytan var på 112,5 kvadratmeter och tomtens yta på 751,8 kvadratmeter. Vid inflyttningen 1923 var notarie Hans Dahlberg ägare.
IBO-systemet och Forssjö visade bland annat hus och modeller på Göteborgsutställningen 1923. Några av de fabriker som började producera och sälja monteringsfärdiga trähus 1920 var Forssjö Trävaru AB låg utanför Katrineholm i Södermanland och de startade hustillverkningen enligt IBO-hussystemet 1923. En annan tillverkare var  AB Träkol i Vansbro väster om Borlänge i Dalarna.
Några ytterligare hustillverkare i Sverige var Älvsbyhus (16 husmodeller), Myresjöhus (54 husmodeller), Hjältevadshus i Eksjö kommun (grundades 1947), Fiskarhedenvillan (50 husmodeller), Eksjöhus (55 husmodeller), Götenehus (84 husmodeller), A-hus (55 husmodeller), VårgårdaHus (50 husmodeller), VästkustStugan (113 husmodeller), Trivselhus (119 husmodeller) och Borohus (79 husmodeller). Dessa hustillverkare är företag tillverkar prefabricerade, monteringsfärdiga, enfamiljshus, småhus eller villor i trä eller sten. De flesta monteringsfärdiga hus byggs i moduler i en fabrik och monteras sedan på plats av en byggentreprenör. Inom småhusproduktionen i Sverige är trähus dominerande och beräknas ha en marknadsandel på 80 procent (2014).